# Josef Lukowiak
Josef Lukowiak (* 24. August 1921 in Oberhausen; † 13. September 1989) war ein deutscher Politiker der CDU.

## Ausbildung und Beruf
Nach dem Abschluss der Volksschule absolvierte Josef Lukowiak eine Lehre als Elektriker. Er leistete Kriegsdienst und geriet in Gefangenschaft. Nach dem Zweiten Weltkrieg nahm er am 3. Studiengang der Sozialakademie in Dortmund teil und bildete sich in Abendlehrgängen fort. Lukowiak arbeitete als Betriebselektriker der Hüttenwerk Oberhausen AG. Er war Mitglied der Katholischen Arbeiterbewegung (KAB) sowie ab 1945 der IG Metall.

## Politik
Josef Lukowiak war ab 1945 Mitglied der CDU. Er fungierte als Vorsitzender des Kreisausschusses der Christlich-Demokratischen Arbeitnehmerschaft (CDA) Oberhausen. Auch war er als Vorsitzender der Vertreterversammlung der Betriebskrankenkassen tätig. Mitglied des Rates der Stadt Oberhausen wurde er ab 1961.
Josef Lukowiak war vom 25. Juli 1966 bis zum 25. Juli 1970 Mitglied des 6. Landtages von Nordrhein-Westfalen, in den er über die Landesliste einzog.